# Випадкове сортування
Випадкове сортування (англ. Bogosort) — неефективний на практиці гумористичний алгоритм сортування. Наочно використовується для впорядкування колоди карт таким чином: колода підкидається у повітря, карти збираються у довільному порядку і перевіряється, чи є колода впорядкованою. Якщо колода невпорядкована, то операцію повторюють.
Алгоритм має й інші назви: сортування бозо (англ. bozo sort), дурне сортування (англ. stupid sort), мавпяче сортування (англ. monkey sort), випадкове сортування (англ. random sort), сортування п'яниці (англ. drunk man sort).
Випадкове сортування не є стабільним.

## Псевдокод
```

  

    

      

        

        
B

        
o

        
g

        
o

        
S

        
o

        
r

        
t

        
(

        
A

        
)

      

    

    
{\displaystyle \;BogoSort(A)}

  

1 
while not
 

  

    

      

        

        
i

        
s

        
_

        
s

        
o

        
r

        
t

        
e

        
d

        
(

        
A

        
)

      

    

    
{\displaystyle \;is\_sorted(A)}

  

2       
do
 

  

    

      

        
A

        
←

        

        
R

        
a

        
n

        
d

        
o

        
m

        
_

        
P

        
e

        
r

        
m

        
u

        
t

        
a

        
t

        
i

        
o

        
n

        
(

        
A

        
)

      

    

    
{\displaystyle A\gets \;Random\_Permutation(A)}

  

```

Функція {\displaystyle \;is\_sorted(A)} повертає значення істина, якщо масив {\displaystyle \;A} впорядкований, а функція {\displaystyle \;Random\_Permutation(A)} повертає випадкову перестановку елементів масиву.

## Час роботи
Одна ітерація алгоритму потребує часу {\displaystyle \;O(n)} — найкращий можливий час роботи. В середньому алгоритм буде працювати: {\displaystyle n\cdot \sum _{i=1}^{\infty }{{\frac {i}{n!}}\cdot (1-{\frac {1}{n!}})^{i-1}}=O(n\cdot \;n!)} (в припущенні, що всі елементи масиву різні). Також час роботи алгоритму залежить від того скільки різних елементів присутні в масиві, і як часто кожен з них зустрічається. За лемою Бореля — Кантеллі, алгоритм завжди знайде правильне впорядкування (можливо за дуже велику кількість кроків).
Проте, слід зауважити, що в комп'ютерах використовуються не справжні випадкові числа а їх аналоги (псевдовипадкові числа). Тому комп'ютерна реалізація випадкового сортування може ніколи не завершити роботу.